# Crambidia uniformis
Crambidia uniformis là một loài bướm đêm thuộc phân họ Arctiinae, họ Erebidae.